# Adams River (Tasmansee)
Der Adams River ist ein Fluss im Westen der Südinsel Neuseelands. Er entspringt westlich des 2543 m hohen Newton Peak in den Neuseeländischen Alpen und bildet den Abfluss des Adams Glacier. Oberhalb des Gletschers liegt auch der Garden of Allah, der ebenfalls über den Adams River entwässert. Der Fluss führt von der Gletscherzunge aus in nordöstlicher Richtung bis zum Wanganui River. Unterwegs nimmt er weiteres Schmelzwasser, verschiedene Bäche und den Lambert River auf.